# Kolonia Nowosiółki
Kolonia Nowosiółki – część wsi Nowosiółki w Polsce, położona w województwie lubelskim, w powiecie tomaszowskim, w gminie Telatyn. Stanowi północną część wsi.
W latach 1975–1998 miejscowość administracyjnie należała do województwa zamojskiego.